# 1099.
◄ | 10. stoljeće | 11. stoljeće | 12. stoljeće | ►
◄ | 1060-ih | 1070-ih | 1080-ih | 1090-ih | 1100-ih | 1110-ih | 1120-ih | ►
◄◄ | ◄ | 1096. | 1097. | 1098. | 1099. | 1100. | 1101. | 1102. | ► | ►►
Arhitektura • Astronomija • Knjige • Književnost • Kršćanstvo • Medicina • Pravo • Promet • Znanost

## Događaji
- Križari zauzeli Jeruzalem i podijelili obalno područje na četiri kraljevstva.
- Osnovan Sionski Red u Jeruzalemu

## Smrti
- 29. srpnja – Urban II., papa

## Vanjske poveznice
|  | Zajednički poslužitelj ima još gradiva o temi 1099. |